# تريسكافيتسا
تريسكافيتسا (بالبوسنوية: Treskavica)‏ هي سلسلة جبلية في البوسنة والهرسك تقع في بلدية ترنوفو جنوب مدينة سراييفو. يبلُغ ارتفاع أعلى نُقطة من السلسلة الجبلية 2088 م (6850 قدم) مما يجعل تريسكافيتسا أطول سلسلة جبلية تُحيط بسراييفو، وثاني أعلى قمة جبلية في البوسنة والهرسك بفارق 300 متر فقط عن قمة جبل ماغليتش.

## التضاريس
جيولوجيا، تُعد سلسلة تريسكافيتسا جُزءًا من سلسلة جبال الألب الدينارية وتتكون بشكل كبير من الصخور الرسوبية الثانوية والثالثية، ومُعظمها من الحجر الجيري والدولوميت.